# Wapen van Herten (Nederland)

Wapen van Herten

Het Wapen van Herten bestaat uit het gedeelde wapen van de voormalige gemeente Herten met een combinatie van het familiewapen van het geslacht Van Vlodrop en de beschermheilige van Herten. De omschrijving luidt:
"Gedeeld : rechts in keel de aartsengel Michael, met gelaat, armen, handen en beenen van natuurlijke kleur en vleugels van zilver, gekleed in een wapenrok van goud en beenplaten van zilver, afgezet met goud en gewapend met een zwaard van zilver, bevestigd aan een gordel van goud, hij staat op een draak van sinopel, met klauwen en tanden van natuurlijke kleur, en houdt in de rechterhand een kruisstandaard van goud, uit welks top bliksemstralen van hetzelfde naar omlaag schieten; links gevierendeeld : I en IV in zilver eene lelie van keel, II en III in zilver drie dwarsbalken van azuur."

## Geschiedenis
Het wapen is afgeleid van het familiewapen Van Vlodorp, een bepaalde tijd heren van Herten. De drie blauwe dwarsbalken met de rode schildzoom zijn het stamwapen van Karken, de rode lelie op het zilveren veld zijn afkomstig van het voogdschap van Roermond. De familie Van Vlodorp was erfvoogd van Roermond en vrijheer van de heerlijkheid Dalenbroek, waaronder ook Herten viel. De heilige Michaël is beschermheilige van Herten. Op 3 augustus 1896 werd het wapen verleend aan de gemeente. In 1991 werd de gemeente opgeheven en toegevoegd aan Roermond.